# Paraxanthus
Paraxanthus is een geslacht van kreeftachtigen uit de klasse van de Malacostraca (hogere kreeftachtigen).

## Soort
- Paraxanthus barbiger (Poeppig, 1836)